# Орево (деревня, Московская область)
Орево — деревня в Дмитровском районе Московской области, в составе сельского поселения Куликовское. Население — 50 чел. (2010). До 2006 года Орево входило в состав Дядьковского сельского округа.

## Расположение
Деревня расположена на северо-западе центральной части района, примерно в 10 км к северо-западу от Дмитрова, на правом (западном) берегу канала имени Москвы, высота центра над уровнем моря 143 м. Ближайшие населённые пункты — примыкающее на западе Петраково и Мельчевка в 0,8 км на север.

## Население
| 2002 | 2006 | 2010 |
| ---- | ---- | ---- |
| 35   | ↗37  | ↗50  |